# Confederations Cup 2009
Confederations Cup 2009 var den 8. udgave af fodboldturneringen Confederations Cup, og blev afholdt i Sydafrika fra 14. til 28. juni 2009 som en generalprøve for VM i 2010, der også afholdtes i Sydafrika. Turneringen havde deltagelse af otte forskellige lande fra samtlige FIFA's seks konfederationer, heraf turneringens navn. Turneringen blev genvundet af de forsvarende mestre Brasilien, der i finalen besejrede USA med 3-2. Det var brasilianernes 3. sejr i turneringen, hvilket var rekord.

## Deltagende lande
| Hold        | Fodboldforbund | Kvalificeret som                      | Antal deltagelser |
| ----------- | -------------- | ------------------------------------- | ----------------- |
| Sydafrika   | CAF            | Værter for VM i 2010                  | 2. deltagelse     |
| Italien     | UEFA           | Vinder af VM i 2006                   | 1. deltagelse     |
| USA         | CONCACAF       | Vinder af CONCACAF Gold Cup 2007      | 4. deltagelse     |
| Brasilien   | CONMEBOL       | Vinder af Copa América 2007           | 6. deltagelse     |
| Irak        | AFC            | Vinder af AFC Asian Cup 2007          | 1. deltagelse     |
| Egypten     | CAF            | Vinder af African Cup of Nations 2008 | 2. deltagelse     |
| Spanien     | UEFA           | Vinder af EM i 2008                   | 1. deltagelse     |
| New Zealand | OFC            | Vinder af OFC Nations Cup 2008        | 3. deltagelse     |

## Spillesteder
De sydafrikanske arrangører har udvalgt fire byer og stadioner til at afvikle turneringen:
| Johannesburg      | Pretoria                           | Bloemfontein       | Rustenburg             |
| ----------------- | ---------------------------------- | ------------------ | ---------------------- |
| Coca-Cola Park    | Loftus Versfeld Stadium            | Free State Stadium | Royal Bafokeng Stadium |
| Kapacitet: 62.567 | Kapacitet: 50.000                  | Kapacitet: 48.000  | Kapacitet: 42.000      |
|                   | Loftus Versfeld Stadium i Pretoria |                    |                        |

## Gruppeinddeling
De otte deltagende lande blev ved en lodtrækning den 22. november 2008 inddelt i to grupper med fire hold i hver. Gruppeinddelingen kom til at se ud på følgende måde:
Gruppe A: Sydafrika, New Zealand, Irak og Spanien
Gruppe B: USA, Italien, Brasilien og Egypten

## Kampprogram

### Gruppe A
| Dato     | Kamp                    | Res. | Sted         |
| -------- | ----------------------- | ---- | ------------ |
| 14. juni | Sydafrika – Irak        | 0-0  | Johannesburg |
| 14. juni | New Zealand – Spanien   | 0-5  | Rustenburg   |
| 17. juni | Spanien – Irak          | 1-0  | Bloemfontein |
| 17. juni | Sydafrika – New Zealand | 2-0  | Rustenburg   |
| 20. juni | Irak – New Zealand      | 0-0  | Johannesburg |
| 20. juni | Spanien – Sydafrika     | 2-0  | Bloemfontein |

| Stilling    | Kampe | Mål | Point |
| ----------- | ----- | --- | ----- |
| Spanien     | 3     | 8-0 | 9     |
| Sydafrika   | 3     | 2-2 | 4     |
| Irak        | 3     | 0-1 | 2     |
| New Zealand | 3     | 0-7 | 1     |

### Gruppe B
| Dato     | Kamp                | Res. | Sted         |
| -------- | ------------------- | ---- | ------------ |
| 15. juni | Brasilien – Egypten | 4-3  | Bloemfontein |
| 15. juni | USA – Italien       | 1-3  | Pretoria     |
| 18. juni | USA – Brasilien     | 0-3  | Pretoria     |
| 18. juni | Egypten – Italien   | 1-0  | Johannesburg |
| 21. juni | Italien – Brasilien | 0-3  | Pretoria     |
| 21. juni | Egypten – USA       | 0-3  | Rustenburg   |

| Stilling  | Kampe | Mål  | Point |
| --------- | ----- | ---- | ----- |
| Brasilien | 3     | 10-3 | 9     |
| USA       | 3     | 4-6  | 3     |
| Italien   | 3     | 3-5  | 3     |
| Egypten   | 3     | 4-7  | 3     |

### Semifinaler
| Dato     | Kamp                  | Res. | Sted         |
| -------- | --------------------- | ---- | ------------ |
| 24. juni | Spanien – USA         | 0-2  | Bloemfontein |
| 25. juni | Brasilien – Sydafrika | 1-0  | Johannesburg |

### Bronzekamp
| Dato     | Kamp                | Res.        | Sted       |
| -------- | ------------------- | ----------- | ---------- |
| 28. juni | Spanien – Sydafrika | 3-2 (e.fs.) | Rustenburg |

### Finale
| Dato     | Kamp            | Res. | Sted         |
| -------- | --------------- | ---- | ------------ |
| 28. juni | USA – Brasilien | 2-3  | Johannesburg |

## Prisuddelinger
| adidas Gyldne Støvle: | adidas Gyldne Handske: | adidas Gyldne Bold: | FIFA's Fair Play Trofæ: |
| --------------------- | ---------------------- | ------------------- | ----------------------- |
| Luís Fabiano          | Tim Howard             | Kaká                | Brasilien               |

| adidas Sølvbold:   | adidas Bronzebold:   |
| ------------------ | -------------------- |
| Luís Fabiano       | Clint Dempsey        |
| adidas Sølvstøvle: | adidas Bronzestøvle: |
| Fernando Torres    | David Villa          |

## Målscorere
| 5 mål - Luís Fabiano 3 mål - Fernando Torres - David Villa - Clint Dempsey 2 mål - Kaká - Mohamed Zidan - Giuseppe Rossi - Bernard Parker - Katlego Mphela - Dani Güiza - Landon Donovan | 1 mål - Daniel Alves - Felipe Melo - Juan - Lúcio - Maicon - Robinho - Homos - Mohamed Shawky - Daniele De Rossi - Xabi Alonso - Cesc Fàbregas - Fernando Llorente - Jozy Altidore - Michael Bradley - Charlie Davies Selvmål - Andrea Dossena (for Brasilien) |